# 加拿大河 (北普拉特河支流)

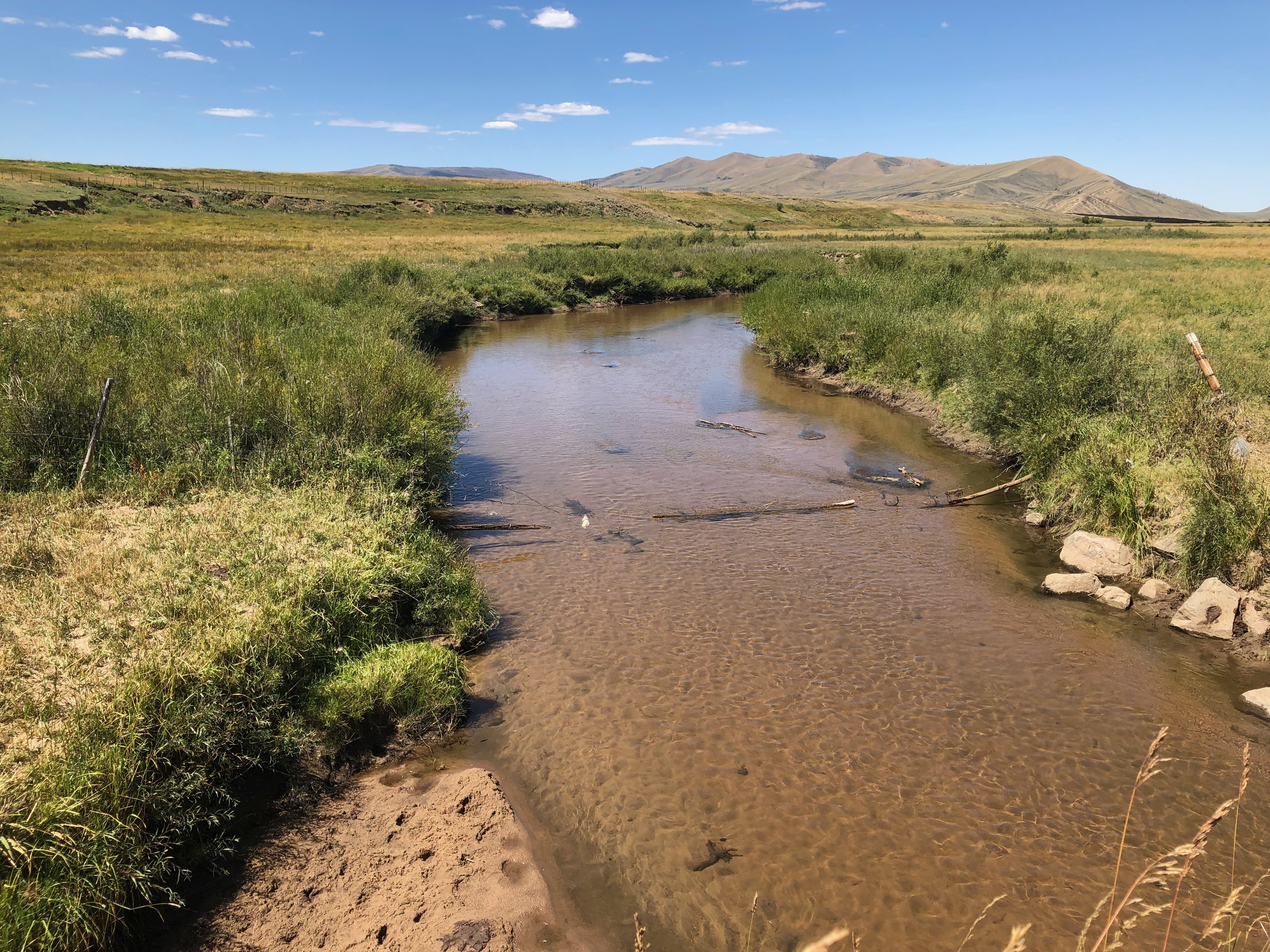
加拿大河（北普拉特河支流）

加拿大河（英語：Canadian River）是北普拉特河的一条支流，长约55英里（89），位于美国科羅拉多州北部的杰克逊县。